# Matteo Dams
Matteo Dams (* 9. März 2004 in Brasschaat) ist ein belgischer Fußballspieler. Der Abwehrspieler steht in Saudi-Arabien bei Al-Ahli unter Vertrag.

## Karriere
Dams begann seine Karriere bei der PSV Eindhoven. Am 4. August 2024 gab Dams gegen den Feyenoord Rotterdam sein Debüt. Am 10. August 2024 gab er sein Ligadebüt gegen RKC Waalwijk. Im Januar 2025 wechselte er nach Saudi-Arabien zu Al-Ahli.